# Модакриловые волокна
Модакриловые волокна (напр. верел, канекалон, теклан, нитрон М и др.) — это волокна, созданные на основе сополимеров акрилонитрила с винилхлоридом (40-60 %) или винилиденхлоридом (20-50 %), в некоторых случаях для сродства с красителями в состав вводят третий сомономер (напр. винилсульфонат натрия, примерно 1-2 %). 
Синтез сополимеров обычно происходит в результате эмульсионной или суспензионной сополимеризации. В случае содержания в составе большого количества акрилонитрила синтез проводится сополимеризацией в растворе.

## Получение
Модакриловые волокна с малым содержанием акрилонитрила получают из ацетоновых растворов двумя способами. Первый способ — сухое формование — аналогичен получению ацетатных волокон. После сухого способа волокна подвергают вытягиванию на несколько порядков и обработке антистатиком, нити подвергают крутке, а сами волокна гофрируют. Мокрый способ предусматривает использование осадительной ванной с 10-20%-ным водным раствором ацетона. Волокна также вытягивают, удаляют с них остатки ацетона, затем высушивают, подвергают обработке антистатиком и гофрируют. 
Некоторое количество модакриловых волокон также проходит термическую обработку - нагревание до заданной усадки, после чего производится их окрашивание.
В случае большого содержания в составе модакриловых волокон акрилонитрила их получение мало отличается от получения полиакрилонитрильных волокон. При этом модакриловые волокна часто получают название полиакрилонитрильных с некоторым индексом (напр. куртель ФР или орлон ФРЛ).
Модакриловые волокна обладают гидрофобными свойствами, устойчивы к воздействию атмосферы, разбавленных растворов кислот и щелочей, плесневых грибков. Разрушаются при действии трихлорэтилена.

## Применение
Основное назначение модакриловых волокон — создание искусственных мехов для имитации меха диких зверей, а также париков. Также применяется для изготовления плюша, ворсовых, мебельных и драпировочных тканей, ковров, игрушек и тканей для детской одежды.
Коммерческое производство модакриловых волокон началось в 1949 году корпорацией Union Carbide в США.